# Lista de filmes portugueses de 1960
Lista de filmes portugueses de longa-metragem lançados comercialmente em Portugal em 1960, nas salas de cinema.
Notas: Na secção coprodução, passando o cursor sobre a bandeira aparecerá o nome do país correspondente.
| # | Filme                   | Realização         | Género  | Estreia         | Coprodução |
| - | ----------------------- | ------------------ | ------- | --------------- | ---------- |
| 1 | O Cantor e a Bailarina  | Armando de Miranda | Comédia | 6 de maio       | —          |
| 2 | Encontro com a Vida     | Arthur Duarte      | Drama   | 19 de outubro   | —          |
| 3 | O Passarinho da Ribeira | Augusto Fraga      | Comédia | 12 de fevereiro | —          |